# Evergreen (秦基博のアルバム)
『evergreen』（エバーグリーン）は、秦基博の弾き語りベスト・アルバム。

## 解説
- これまでの全てのシングルと、アルバム収録曲をピックアップした全21曲。
- 全曲、新録スタジオ音源とライブ音源（New Mix）で収録した。
- 初回生産限定盤・通常盤の2種同時発売。初回盤はBlu-spec CD2仕様で、三方背ケースとスペシャル・ブックレット付属。通常盤は初回プレスのみスリーブ仕様。
- 台湾盤はボーナストラックとして「ひまわりの約束」のシングルバージョンが収録されている[2]。
- 第56回日本レコード大賞で企画賞を受賞。

## 収録曲

### DISC-1
1. ひまわりの約束
  - 初出：17thシングル（2014年8月6日）
  - 東宝系3DCGアニメ映画『STAND BY ME ドラえもん』主題歌
  - NTT西日本 フレッツ光「突然やってくる」篇 CMソング
  - ロングヒットとなり、自身最大のヒット曲となった。
2. 青い蝶
  - 初出：3rdシングル（2007年9月12日）
3. 初恋
  - 初出：14thシングル（2013年1月16日）
  - 「マチュピチュ『発見』100年 インカ帝国展 福岡展」公式イメージソング
4. 言ノ葉
  - 初出：15thシングル（2013年5月29日）
  - 東宝系アニメーション映画『言の葉の庭』イメージソング
5. ダイアローグ・モノローグ
  - 初出：16thシングル（2014年4月23日）
  - オリコンチャートデイリーランキングで、自己最高の2位を記録した。
6. メトロ・フィルム
  - 初出：11thシングル（2010年9月8日）
7. Halation
  - 初出：8thシングル（2009年8月12日）
  - 朝日放送・テレビ朝日系『全国高校野球選手権大会中継』『熱闘甲子園』『速報!甲子園への道』各2009年度テーマソング
8. キミ、メグル、ボク
  - 初出：4thシングル（2008年4月23日）
  - CBC・TBS系アニメ『イタズラなKiss』オープニングテーマ
  - 大塚製薬POCARI SWEAT presents 日本テレビ系列全国25局ネット番組『ブカツの天使』九州エリア応援ソング
9. Dear Mr. Tomorrow
  - 初出：13thシングル（2012年10月31日）
  - テレビ東京系『ワールドビジネスサテライト』エンディングテーマ
10. 鱗（うろこ）
  - 初出：2ndシングル（2007年6月6日）
  - 日本テレビ系夏ドキュ!『テージセー 〜1461日の記憶〜』イメージソング
11. 朝が来る前に
  - 初出：7thシングル（2009年1月21日）
  - テレビ東京系『JAPAN COUNTDOWN』2009年1月度エンディングテーマ
  - TOKYO FM『クロノス』エンディングテーマ

### DISC-2
1. Girl
  - 初出：4thアルバム『Signed POP』（2013年1月30日）
  - ヨコハマタイヤ『BluEarth』（ブルーアース）2013年CMソング
  - 2013 年間 USEN HIT J-POPランキングで1位を記録した。
2. グッバイ・アイザック
  - 初出：14thシングル（2013年1月16日）
  - 読売テレビ･日本テレビ系アニメ『宇宙兄弟』エンディングテーマ
3. 虹が消えた日
  - 初出：5thシングル（2008年6月4日）
  - 松竹系公開映画『築地魚河岸三代目』主題歌
  - 朝日放送・テレビ朝日系番組『熱闘甲子園』2008年度最終日エンディングテーマ
  - この曲で、テレビ朝日系『ミュージックステーション』に初出演した。
4. エンドロール
  - 初出：1stEP『エンドロールEP』（2012年2月8日）
5. フォーエバーソング
  - 初出：6thシングル（2008年10月8日）
  - 日本テレビ系『スッキリ!!』2008年10月度エンディングテーマ
  - 日本テレビ系『音楽戦士 MUSIC FIGHTER』2008年10月度POWER PLAY
  - オリコンウィークリーチャートで、シングル初となるトップ10入りを果たした。
6. シンクロ
  - 初出：1stシングル（2006年11月8日）
  - TBS系『COUNT DOWN TV』2006年11月度オープニングテーマ
  - スペースシャワーTV2006年11月度POWER PUSH選出曲
  - WOWOWドラマW『真夜中のマーチ』主題歌
  - 全国FM局が選定するパワープレイを43局で獲得し、当時のパワープレイ獲得数新記録曲となった。
7. 透明だった世界
  - 初出：10thシングル（2010年8月11日）
  - テレビ東京系アニメ『NARUTO -ナルト- 疾風伝』オープニングテーマ
8. 僕らをつなぐもの
  - 初出：1stミニアルバム『僕らをつなぐもの』（2007年3月7日）
  - 日本テレビ系ドラマスペシャル『セレンディップの奇跡』主題歌
9. 水無月
  - 初出：12thシングル（2011年6月15日）
10. アイ
  - 初出：9thシングル（2010年1月13日）
  - テレビ宮崎『UMKスーパーニュース』エンディングテーマ
11. ひまわりの約束（Single ver.）
  - 台湾盤限定ボーナストラック[2]